# Ousman Koli
Ousman Koli (ur. 18 sierpnia 1988 w Bakau) – gambijski piłkarz występujący na pozycji obrońcy.

## Kariera klubowa
Koli karierę rozpoczynał w 2003 roku w zespole Steve Biko FC i grał tam przez sześć sezonów. W 2009 roku wyjechał do Francji, by grać w tamtejszym czwartoligowcu, Red Star FC 93. Po roku przeniósł się do Słowenii, gdzie został graczem trzecioligowego NK Radomlje. W połowie 2011 roku przeszedł do drugoligowego NK Šenčur, a na początku 2012 roku trafił do pierwszoligowego ND Triglav Kranj. W tym samym roku spadł z nim do drugiej ligi.

## Kariera reprezentacyjna
W reprezentacji Gambii Koli zadebiutował w 2007 roku.